# Åsmanssjön
Åsmanssjön är en sjö i Ånge kommun i Medelpad och ingår i Ljungans huvudavrinningsområde.